# Campo TURKSOM

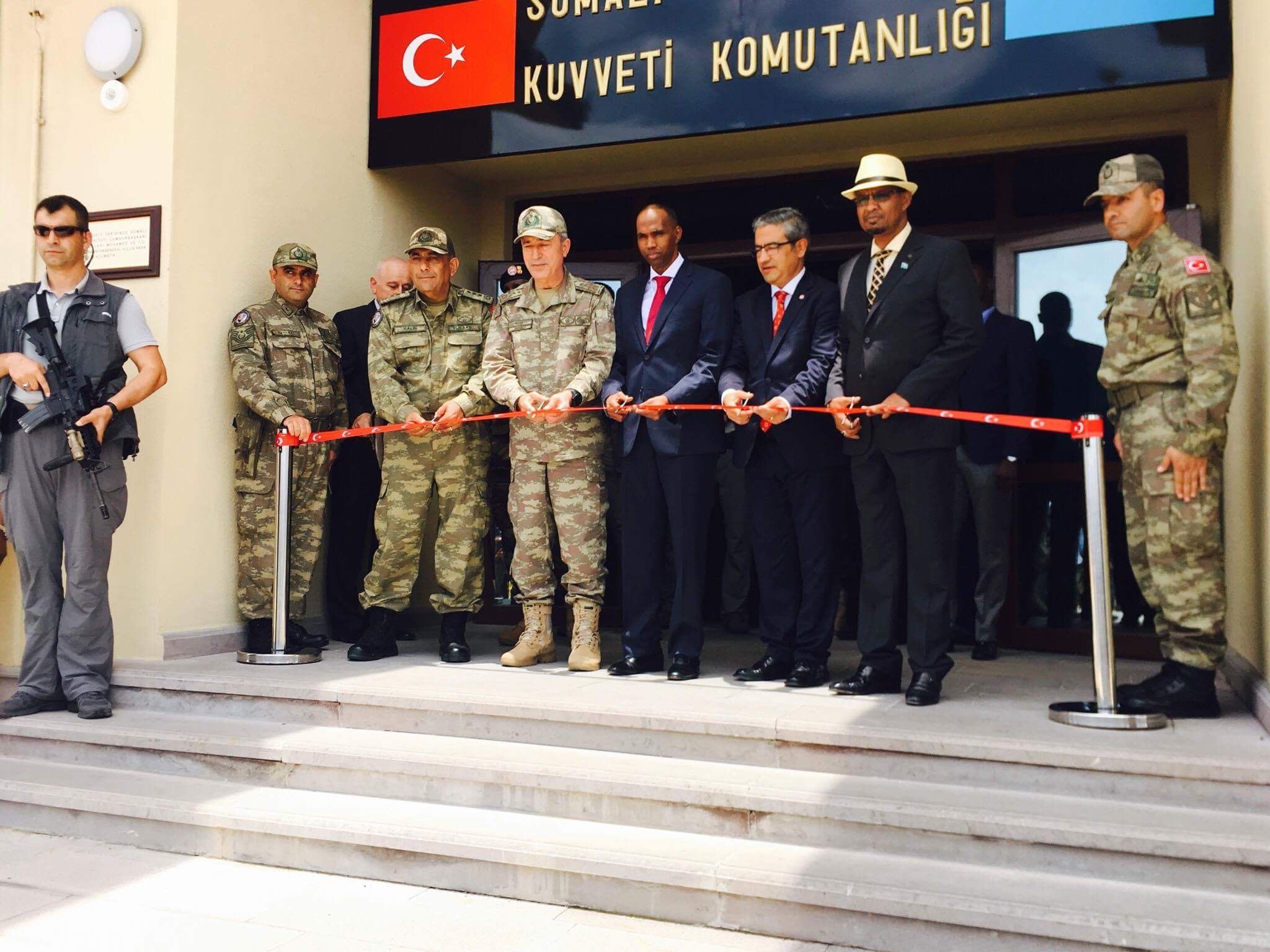
Delegação somali e turca na abertura do Campo TURKSOM, 2017.

Campo TURKSOM (em somali: Xerada TURKSOM, em turco: Somali Türk Görev Kuvveti Komutanlığı) é uma base militar e uma universidade de defesa em Mogadíscio, Somália. Desde a sua criação, o Campo TURKSOM serve como o principal centro da força-tarefa intergovernamental apelidada de "Águia Africana", na qual a Turquia visa treinar e preparar os oficiais e suboficiais das Forças Armadas da Somália, ajudando assim o governo somali em seus esforços para construir uma força militar nacional que pode se sustentar. Em termos de sua função, além de oferecer suporte de treinamento às Forças Armadas da Somália para sua sustentabilidade, a base amplia esse treinamento e fornece também o equipamento necessário para a guarda costeira e marinha do país. Esses treinamentos no esquema mais amplo visam ajudar os soldados somalis na luta contra o Al-Shabaab, o que recebeu críticas da Missão da União Africana na Somália (AMISOM) por replicar seus esforços em relação ao treinamento militar. A base militar serve como a maior instalação militar ultramarina da Turquia. Abrange um espaço de 400 hectares. O Campo TURKSOM também tem várias implicações políticas, pois a base militar, ao mesmo tempo em que se opõe à política externa do Al Shabaab, serve politicamente aos interesses turcos e melhora as relações entre Turquia e Somália. Críticas foram feitas à base devido à sua centralidade em Mogadíscio, deixando de fora outras regiões da Somália, como Puntland e Somaliland.